# Pierre Cloarec

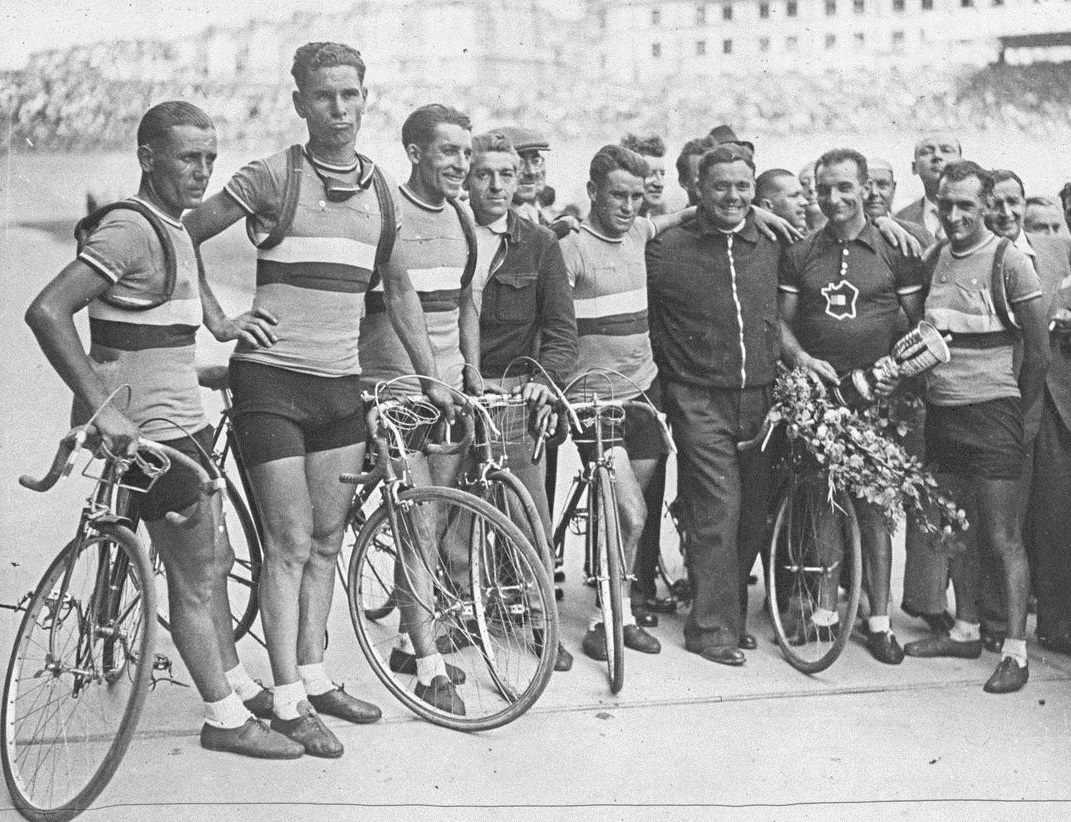
Von links: Robert Tanneveau, Emile Gamard, Sylvain Marcaillou, Pierre Cloarec, Roger Lapébie, Paul Chocque

Pierre Marie Cloarec (* 14. März 1909 in Pleyben; † 7. Dezember 1994 in Pont-l’Abbé) war ein französischer Radrennfahrer und Sportlicher Leiter.

## Sportliche Laufbahn
Cloarec war im Straßenradsport aktiv. Als Amateur gewann Cloarec den Circuit de Meurthe-et-Moselle 1929. 1931 wurde er Unabhängiger und 1934 Berufsfahrer im Radsportteam Génial Lucifer. Er blieb bis 1946 aktiv.
1933, 1935 und 1936 siegte er im Eintagesrennen Grand Prix Le Télégramme (heute Boucles de l’Aulne). 1937 war er im Rennen Paris–Saint-Étienne erfolgreich und gewann eine Etappe der Tour de l’Ouest. 1938 wurde seine erfolgreichste Saison mit Siegen in den Rennen Rouen–Caen–Rouen, Circuit du Morbihan, Grand Prix de Plouay und Marseille–Lyon vor Raymond Louviot. Dazu kamen Etappensiege in der Tour de l’Ouest und Vire–Cherbourg–Vire. Marseille–Lyon gewann er erneut 1939. Auch Paris–Vimoutiers, Nantes–Les Sables-d’Olonne, Circuit de Douarnenez konnte er gewinnen.
Seine wichtigsten Erfolge waren die beiden Etappensiege in der Tour de France 1939. Zweite Plätze holte er im Circuit du Morbihan 1935 und im Critérium national 1938. In der Tour de France war er fünfmal am Start. Er wurde 1933 38., 1935 18., 1936 22., 1937 32. und 1939 31. der Gesamtwertung. Im Giro d’Italia wurde er 1935 44.

## Berufliches
Cloarec war Sportlicher Leiter Teams France Ouest bei der Tour de France 1947, die sein Kapitän Jean Robic gewann. Als Sportlicher Leiter war er auch in einigen kleineren französischen Mannschaften tätig.